# Lo Mont de Lans
Mont-de-Lans és un antic municipi francès situat al departament de la Isèra i a la regió d'Alvèrnia-Roine-Alps. L'any 2007 tenia 1.066 habitants.
Des del primer de gener de 2017, és un dels dos municipis delegats que conformen el nou municipi de Les Deux Alpes, junt amb Venosc. Anteriorment, ambdós municipis compartien l'estació d'esquí dels Deux Alpes, una de les més importants de l'Oesen.

## Demografia

### Població
El 2007 la població de fet de Mont-de-Lans era de 1.066 persones. Hi havia 467 famílies de les quals 171 eren unipersonals (122 homes vivint sols i 49 dones vivint soles), 130 parelles sense fills, 134 parelles amb fills i 32 famílies monoparentals amb fills.
La població ha evolucionat segons el següent gràfic:
Habitants censats

### Habitatges
El 2007 hi havia 4.483 habitatges, 484 eren l'habitatge principal de la família, 3.950 eren segones residències i 49 estaven desocupats. 344 eren cases i 4.107 eren apartaments. Dels 484 habitatges principals, 242 estaven ocupats pels seus propietaris, 182 estaven llogats i ocupats pels llogaters i 60 estaven cedits a títol gratuït; 65 tenien una cambra, 115 en tenien dues, 132 en tenien tres, 82 en tenien quatre i 90 en tenien cinc o més. 269 habitatges disposaven pel capbaix d'una plaça de pàrquing. A 281 habitatges hi havia un automòbil i a 156 n'hi havia dos o més.

### Piràmide de població
La piràmide de població per edats i sexe el 2009 era:
| Homes | Edats   | Dones |
| ----- | ------- | ----- |
| 0     | 95 o +  | 0     |
| 4     | 90 a 94 | 4     |
| 0     | 85 a 89 | 8     |
| 4     | 80 a 84 | 4     |
| 12    | 75 a 79 | 8     |
| 0     | 70 a 74 | 16    |
| 16    | 65 a 69 | 12    |
| 12    | 60 a 64 | 24    |
| 28    | 55 a 59 | 16    |
| 28    | 50 a 54 | 20    |
| 40    | 45 a 49 | 28    |
| 56    | 40 a 44 | 32    |
| 80    | 35 a 39 | 68    |
| 36    | 30 a 34 | 84    |
| 52    | 25 a 29 | 68    |
| 28    | 20 a 24 | 40    |
| 8     | 15 a 19 | 28    |
| 24    | 10 a 14 | 32    |
| 24    | 5 a 9   | 64    |
| 32    | 0 a 4   | 28    |

## Economia
El 2007 la població en edat de treballar era de 775 persones, 660 eren actives i 115 eren inactives. De les 660 persones actives 643 estaven ocupades (353 homes i 290 dones) i 17 estaven aturades (8 homes i 9 dones). De les 115 persones inactives 28 estaven jubilades, 56 estaven estudiant i 31 estaven classificades com a «altres inactius».

### Ingressos
El 2009 a Mont-de-Lans hi havia 486 unitats fiscals que integraven 1.029 persones, la mediana anual d'ingressos fiscals per persona era de 19.169 €.

### Activitats econòmiques
Dels 558 establiments que hi havia el 2007, 2 eren d'empreses extractives, 6 d'empreses alimentàries, 1 d'una empresa de fabricació d'altres productes industrials, 20 d'empreses de construcció, 70 d'empreses de comerç i reparació d'automòbils, 8 d'empreses de transport, 133 d'empreses d'hostatgeria i restauració, 2 d'empreses d'informació i comunicació, 10 d'empreses financeres, 64 d'empreses immobiliàries, 21 d'empreses de serveis, 199 d'entitats de l'administració pública i 22 d'empreses classificades com a «altres activitats de serveis».
Dels 91 establiments de servei als particulars que hi havia el 2009, 1 era una gendarmeria, 1 oficina de correu, 5 oficines bancàries, 4 paletes, 1 guixaire pintor, 3 fusteries, 2 lampisteries, 2 electricistes, 2 empreses de construcció, 3 perruqueries, 59 restaurants, 4 agències immobiliàries, 1 tintoreria i 3 salons de bellesa.
Dels 63 establiments comercials que hi havia el 2009, 2 eren botigues de més de 120 m², 4 botiges de menys de 120 m², 7 fleques, 1 una carnisseria, 3 llibreries, 15 botigues de roba, 1 una botiga d'equipament de la llar, 27 botigues de material esportiu, 1 un drogueria i 2 joieries.

## Equipaments sanitaris i escolars
El 2009 hi havia 1 farmàcia i 2 ambulàncies.
El 2009 hi havia 1 escola elemental i 1 escola elemental integrada dins d'un grup escolar amb les comunes properes formant una escola dispersa.

## Poblacions més properes
El següent diagrama mostra les poblacions més properes.